# Lightning Strikes Again
Pour les articles homonymes, voir Lightning.
Albums de Dokken
Hell to Pay
(2004) Broken Bones
(2012)
Lightning Strikes Again est le 10e album studio de Dokken, et la suite de Hell to Pay sorti en 2004.
L'album devait sortir le 24 octobre 2007 au Japon et le 29 octobre 2007 dans le reste du monde, mais a été reporté et sorti le 4 avril 2008.

## Liste des titres
| No  | Titre                                 | Auteur                 | Durée |
| --- | ------------------------------------- | ---------------------- | ----- |
| 1.  | Standing on the Outside               | Don Dokken, Jon Levin  | 4:04  |
| 2.  | Give Me a Reason                      | Don Dokken, Jon Levin  | 3:49  |
| 3.  | Heart to Stone                        | Don Dokken, Jon Levin  | 3:58  |
| 4.  | Disease                               | Don Dokken, Mick Brown | 3:29  |
| 5.  | How I Miss Your Smile                 | Don Dokken             | 4:04  |
| 6.  | Oasis                                 | Don Dokken, Jon Levin  | 3:43  |
| 7.  | Point of No Return                    | Don Dokken, Jon Levin  | 5:00  |
| 8.  | I Remember                            | Don Dokken             | 4:50  |
| 9.  | Judgment Day                          | Don Dokken, Jon Levin  | 4:05  |
| 10. | It Means                              | Don Dokken, Jon Levin  | 4:42  |
| 11. | Release Me                            | Don Dokken, Jon Levin  | 5:45  |
| 12. | This Fire                             | Don Dokken, Jon Levin  | 4:39  |
| 13. | Sunset Superstar (Titre bonus Europe) | Don Dokken, Jon Levin  | 3:28  |

| 13. | Leave Me Alone |  | 4:18 |

## Composition du groupe
- Don Dokken - chants
- Jon Levin - guitare
- Barry Sparks - basse
- Mick Brown - batterie
- Wyn Davis - claviers sur Miss Your Smile